# Bandiera rossa
Pour l'organisation roumaine, voir Bandiera Rossa (mouvement).
 (indiquez la date de pose grâce au paramètre date).
Bandiera rossa est le plus célèbre des chants révolutionnaires italiens. Il signifie « Drapeau rouge ». La chanson est née au début du XXe siècle. Le texte, écrit à l'origine par Carlo Tuzzi en 1908, a subi plusieurs modifications au fil des ans. La mélodie dériverait de la fusion de deux airs populaires de la tradition lombarde : le premier couplet de « Ciapa on saa, pica la porta » (Prend une pierre, frappe la porte) et le refrain « Ven chi Nineta sotto l' ombrelin »(Viens ici Ninetta, sous le parapluie).
Les deux dernières lignes « Evviva il comunismo e la libertà » (Vive le communisme et la liberté) n'ont été ajoutées à la chanson qu'après la prise de pouvoir de Mussolini en 1922 et à la même occasion, le début de la chanson « Compagni avanti alla riscossa » a été modifié en « Avanti o popolo, alla riscossa ». Le mot « comunismo » à la fin du refrain est aujourd'hui souvent remplacé par « socialismo ».

## Reprises internationales
Cette chanson a été parodiée par le chanteur Zucchero Fornaciari dans la chanson Per colpa di ch (Par la faute de qui) en 1995. Il chante : « So come on people, with the red Lambretta », et dans une autre partie de la chanson : « So come on people, with the red guitar ». Zucchero, bien que n'étant pas communiste, a déclaré qu'il venait d'une famille dans laquelle cette idéologie était très forte.
Osanna, un groupe phare du rock progressif italien, insère en 1971 le refrain de Bandiera Rossa dans la chanson Mirror train à travers un phrasé de guitare de style Hendrixien.
Dans la chanson Genova Brucia de l'album Grand Hotel Cristicchi de l'auteur-compositeur-interprète Simone Cristicchi, la référence est insérée dans le quatrième couplet : « Il y a ceux qui chantent « Avanti Popolo, alla resa! » », se référant à la gauche italienne qui a manifesté contre le G8.
Francesco Gabbani reprend l'incipit de la chanson dans le chœur d'Amen, vainqueur du festival jeunesse de Sanremo en 2016.
La chanson est attestée en Allemagne depuis les années 1920. Il existe deux versions allemandes, la première traduite par le poète Walter Dehmel (Voran, du Arbeitsvolk, du darfst nicht weichen, / die rote Fahne, das ist dein Zeichen !). L'autre est du dramaturge Peter Hacks (Steht auf, ihr Arbeiter, Steht auf, Genossen, / Die rote Fahne weht siegentschlossen) dans les années 1960, après la scission de l'Allemagne adopté par la Freie Deutsche Jugend, mouvement de jeunesse socialiste de l'ex-RDA et équivalent de pionniers russes de l'ère soviétique. En République Fédérale d'Allemagne, des variantes ont été composées dans les années 1970 par les chansonniers Hannes Wader et Konstantin Wecker et les groupes punk-rock Commandantes et NoRMAhl. Le chant est aussi souvent tout simplement chanté en italien.
Des reprises de la chanson ont été réalisées par le groupe punk-rock slovène Pankrti en 1984 sur l' album Rdeči (Rouge), ainsi que le groupe punk-rock croate KUD Idijoti en 1990, sur leur album Mi smo ovdje samo zbog para (Nous ne sommes là que pour l'argent).
Le groupe écossais Tarneybackle a sorti une version de la chanson dans le cadre d'un mélange de musique de la guerre civile espagnole. La chanson apparaît également sur UK punk/oi! Sons of Sparticus, l'album de 2002 du groupe Angelic Upstarts.
Sa diffusion aux États-Unis est attestée en 1923. Bandiera Rossa a notamment été reprise dans les œuvres pour piano de Frederic Rzewski The People United Will Never Be Defeated! et No Place to Go but Around.
Le titre du film israélien de 1986 Avanti Popolo est tiré de la chanson. Les protagonistes du film, des soldats israéliens et égyptiens, particulièrement peu héroïques dans leurs attitudes et leurs actions, errent dans le désert du Sinaï au lendemain de la guerre des Six Jours de 1967. Dans une scène notable, les soldats chantent facétieusement la chanson.
Le parolier Georges Coulonges en écrivit une adaptation française qui fut interprétée par Francesca Solleville sur l'album Le chant des ouvriers (ballades et complaintes syndicalistes) en 1972

## Texte

La bandiera rossa (le drapeau rouge)

| Texte en italien Avanti o popolo, alla riscossa, Bandiera rossa (bis) Avanti o popolo, alla riscossa, Bandiera rossa trionferà. Bandiera rossa la trionferà (ter) Evviva il comunismo e la libertà. Degli sfruttati l’immensa schiera La pura innalzi, rossa bandiera. O proletari, alla riscossa Bandiera rossa trionferà. Bandiera rossa la trionferà (ter) Il frutto del lavoro a chi lavora andrà. Dai campi al mare, alla miniera, All’officina, chi soffre e spera, Sia pronto, è l’ora della riscossa. Bandiera rossa trionferà. Bandiera rossa la trionferà (ter) Soltanto il comunismo è vera libertà. Non più nemici, non più frontiere: Sono i confini rosse bandiere. O comunisti, alla riscossa, Bandiera rossa trionferà. Bandiera rossa la trionferà (ter) Evviva Lenin, la pace e la libertà. | Traduction littérale En avant ô peuple, à la révolte, Le drapeau rouge (bis) En avant ô peuple, à la révolte, Le drapeau rouge triomphera. Le drapeau rouge triomphera (ter) Et vive le communisme et la liberté. Des exploités l'immense troupe Hisse le rouge drapeau. Ô prolétaires, à la révolte Le drapeau rouge triomphera. Le drapeau rouge triomphera (ter) Le fruit du travail à qui travaille ira. Des champs à la mer, de la mine, Au bureau, qui souffre et espère, Qu'il soit prêt, c'est l'heure de la révolte. Le drapeau rouge triomphera. Le drapeau rouge triomphera (ter) Seul le communisme est la vraie liberté. Plus d'ennemis, plus de frontières : Les drapeaux rouges sont les seules bornes. Ô communistes, à la révolte, Le drapeau rouge triomphera. Le drapeau rouge triomphera (ter) Et vive Lénine, la paix et la liberté. |